# ウィアブー
ウィアブー（Weeaboo）は、日本の文化に執着心を持つ西洋人を指す侮蔑語。

## 歴史
2000年代初頭、日本の大衆文化に熱心な人々を指す言葉として、4chanに由来する侮蔑的なフレーズがインターネット上で広まり始めた。2002年に登場した、これに関連するワパニーズ（Wapanese）という言葉は、日本人志望者（wannabe-Japanese）または白人日本人（white Japanese）を意味し、アニメや漫画などの日本文化に夢中になっている白人を意味する用語として使用された。「日本カブレ」「日本人気取り」とも訳される。ニコラス・グレウィッチ（Nicholas Gurewitch）による漫画『ザ・ペリー・バイブル・フェローシップ』で、今日のような意味を持たない言葉として初めてウィアブー（Weeaboo）という用語が使われていた。
4chanは、投稿の中に含まれるワパニーズという言葉を自動的にウィアブーに変換する措置を取った。

## 特徴
ウィアブーとして認識される人々は次のような特徴を持っているとされる。
- 日本の大衆文化に執着し、これを他の文化よりも優れていると見なす。
- 日本の漫画、アニメ、コンピュータゲーム、その他の日本の大衆文化が外部に輸出されることに対する過度の執着[3]。
- 自らの語彙や使用言語に日本語の単語を組み込むこと。
- 漫画やアニメなどの日本の大衆文化に基づく日本語の使用。

ウィーブまたはウィアブーと呼ばれる人の中には、自らこの言葉を自称し、日本文化の最大のファンであることを示す者もいる。

## オタクという用語との区別
ジェニファー・マギーは、ウィアブーを日本の文化を執拗に賞賛する西洋人だと説明している。この執着は、ファンダムが不和に陥る原因となり得る。アニメで知った日本語の単語を、曖昧で一貫性なく使用したりする軽薄な挙動は、他のアニメや漫画のファンが軽薄な人々をウィアブーと呼ぶようになることに繋がる。この用語は、アニメファンが他のファンを侮辱する際に使用されている。この用語は、普通のアニメ愛好家と熱狂的なファンを区別するために使用される。
ウィアブーとオタクが同じ現象を説明するかどうかは議論の余地がある。ウィアブーは上位語と見なされることがある。キム・モリッシーは、Crunchyrollへの投稿で、オタクという用語を理解することは、文化の盗用の概念によって一層困難になると書いている。一部の西洋人は、オタクと自認できるのは日本人に限定されており、西洋人がその名前を使用するのは間違っていると根拠に基づかずに考えている。Anime News Networkのジャスティン・サヴィキンスは、これらの用語を区別した。彼は、日本文化それ自体に情熱を注ぐことには何の問題もないと結論付けた。「ウィアブー」という用語は、その人が熱心である一方で未熟で、他人のことを考えない場合にのみ使用する必要がある。マット・ジャーディンは、彼らがどのようなつもりであろうと、他人を見下し、盲目的に日本のものを好む者がウィアブーであると結論付けた。
オタクという用語は日本に由来し、ウィアブーという用語は英語圏に由来する。オタクという言葉は、関心の対象がアニメや漫画である必要はないという点で西洋のナードという言葉に似ているが、一般的にマニアックとされる趣味について用いられる。ウィアブーとオタクはネガティブな文脈でより多く使用されるが、オタクという言葉の意味は大幅に変遷してきてもいる。

## 映画
- 2017: The Weeaboo (Dokumentarfilm von Jacob Lacuesta, Eigenproduktion)